# Baasizam
Baasizam (arapski: البعثية, al-Baʿthīyah, od بعث, baʿth, 'ponovno oživljenje') arapska je nacionalistička ideologija čiji je cilj stvaranje ujedinjene arapske države kroz djelovanje stranke radničke klase i revolucionarne socijalističke vlade. Ideologija je službeno zasnovana na teorijama sirijskih intelektualaca Michela Aflaka, Zakija al-Arsuzija i Salaha al-Dina al-Bitara. Baasistički vođe suvremenog doba uključuju bivšeg predsjednika Iraka Sadama Huseina te bivše predsjednike Sirije Hafeza al-Asada i njegovog sina Bašara al-Asada.
Ideologija baasizma zalaže se za »prosvjetljenje Arapa« te renesansu arapske kulture, arapskih vrijednosti te arapske civilizacije. Također zagovara jednostranački sustav i ukidanje političkog pluralizma do neodređene točke u vremenu – dok »prosvjetljeno« arapsko društvo ne bude postignuto. Osim toga, zasniva se na sekularizmu, arapskom nacionalizmu, panarabizmu i arapskom socijalizmu.
Baasizam zagovara socijalističku ekonomsku politiku, poput državnog vlasništva nad prirodnim resursima, protekcionizma, preraspodjele zemljišta poljoprivrednicima i planske ekonomije. Iako su nadahnuti zapadnjačkim socijalističkim misliocima, rani baasistički teoretičari odbijali su Marxovu ideju klasne borbe, smatrajući da ona ne doprinosi arapskom jedinstvu. Smatraju, doduše, da je socijalizam jedini način za razvoj modernog i ujedinjenog arapskog društva.
Baasizam je implementiran u dvjema državama tijekom povijesti: Iraku i Siriji. Obje su države bile autoritarnoga karaktera. Baasistička vlada u Siriji nazivana je i neobaasističkom zbog zasebne baasističke struje Sirijske baasističke stranke, uvelike različite od ideja Aflaka i Bitara.